# Leslie Jones (monteuse)
Pour les articles homonymes, voir Leslie Jones et Jones.
Leslie Jones est une monteuse américaine.
Elle est la fille de Robert C. Jones et la petite-fille d'Harmon Jones, tous deux monteurs.

## Filmographie
- 1987 : Munchies
- 1987 : Weeds
- 1987 : Nightflyers
- 1989 : Pas nous, pas nous
- 1990 : Papa est un fantôme
- 1992 : The Babe
- 1992 : Ballad of Tina Juarez
- 1992 : Angel Fire
- 1992 : Bodyguard
- 1993 : La Star de Chicago
- 1995 : Programmé pour tuer
- 1995 : Wild Bill: Hollywood Maverick
- 1995 : Les Grincheux 2
- 1997 : Meurtre à la Maison-Blanche
- 1998 : La Ligne rouge
- 2000 : Amour, piments et bossa nova (Woman on Top)
- 2001 : CQ
- 2002 : Punch-Drunk Love
- 2003 : Mattress Man Commercial (vidéo)
- 2003 : Blossoms & Blood (vidéo)
- 2004 : Starsky et Hutch
- 2006 : L'École des dragueurs (School for Scoundrels)
- 2009 : L'Assistant du vampire
- 2010 : Mon beau-père et nous
- 2012 : The Words de Brian Klugman et Lee Sternthal
- 2014 : Vice caché (Inherent Vice) de Paul Thomas Anderson
- 2016 : 20th Century Women de Mike Mills
- 2016 : L'Exception à la règle (Rules Don't Apply) de Warren Beatty
- 2022 : Dog de Reid Carolin et Channing Tatum